# 杭州转塘时代电影大世界影城
杭州转塘时代电影大世界位于杭州市西湖区转塘街道中国美术学院南路龙心田城大厦4楼。影院总投资1000余万，共设6个放映厅计667座位。2012年5月开业，为之江地区首家影院。